# کلیشم (رودبار)

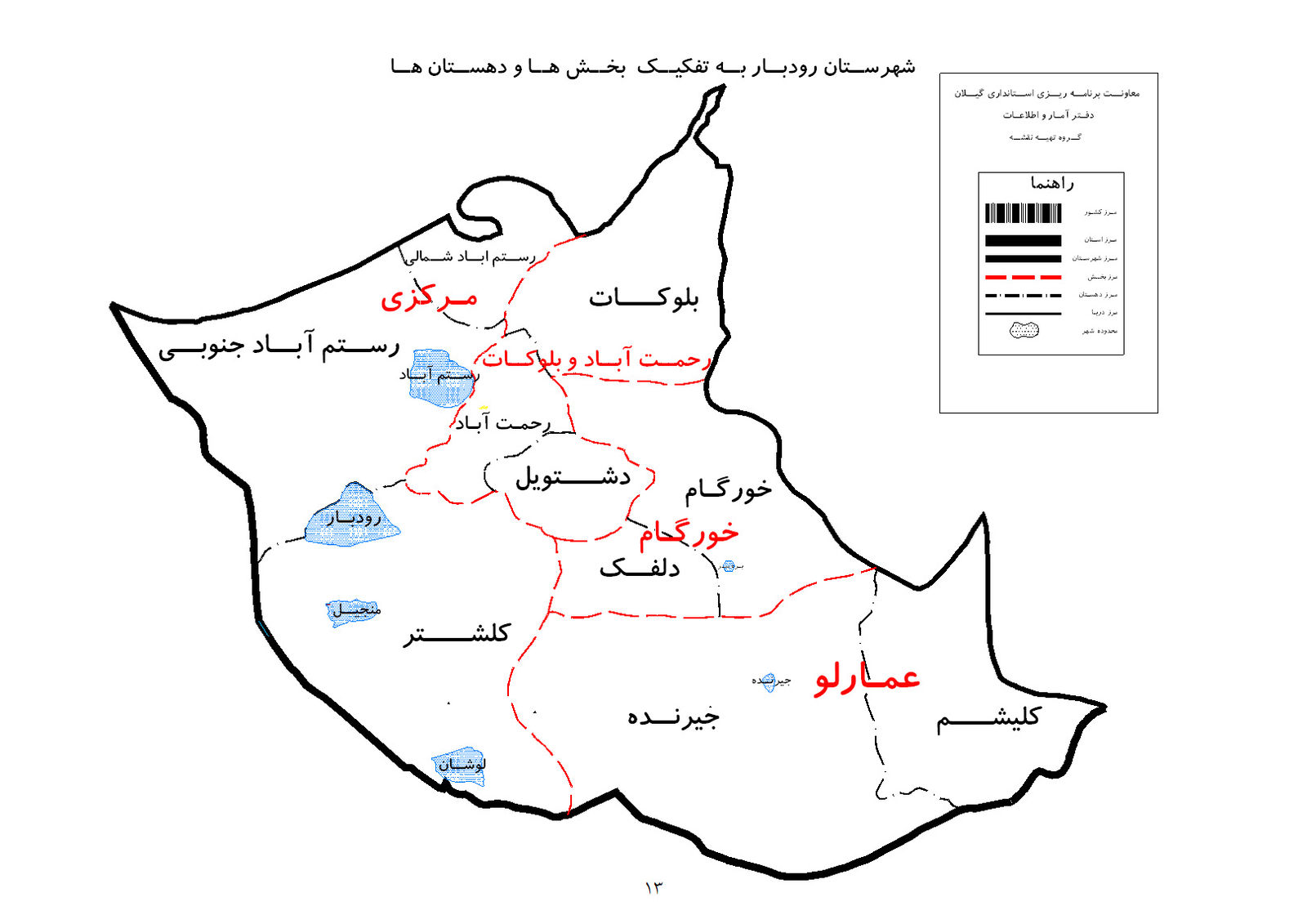

کلیشم یکی از روستاهای استان گیلان از توابع دهستان کلیشم و بخش عمارلو در شهرستان رودبار است. این روستا مرکز دهستان کلیشم است.

## جمعیت
این روستا در دهستان کلیشم قرار دارد و براساس سرشماری مرکز آمار ایران در سال ۱۳۸۵، جمعیت آن ۷۰۴ نفر (۲۲۴خانوار) بوده‌است.

## مردم‌شناسی
مردم روستای کلیشم به زبان گیلکی سخن می‌گویند.
کلیشم دارای حدود ۲۰۰ خانوار و جمعیتی بالغ بر ۷۰۰ نفر می‌باشد. لباس زنانه محلی در گذشته شامل مندیل/دستمال گلدوزی شده بلند سفید/جلیقه دوخته شده به سکه/سر تومان وپیراهن بلند بود که پس از گذشت زمان و نفوذ فرهنگ شهری و مهاجرت اهالی به شهر تغییر یافته و اکنون عموم زنان از لباس‌های معمول شهری استفاده می‌کنند.